# ニノイ・アキノ国際空港
ニノイ・アキノ国際空港（ニノイ・アキノこくさいくうこう、英語: Ninoy Aquino International Airport、フィリピン語: Paliparang Pandaigdig ng Ninoy Aquino、略称: NAIA（ナイア））は、フィリピンのマニラ首都圏内のパサイ市とパラニャーケ市の境界上にある国際空港である。フィリピン航空、セブパシフィック航空などのハブ空港になっている。

## 概要
かつては「マニラ国際空港」（英語: Manila International Airport, MIA）と呼ばれていたが、亡命先のアメリカ合衆国から帰国した1983年8月21日に空港内で射殺されたベニグノ・アキノ・ジュニア上院議員（愛称：ニノイ、コラソン・アキノ元大統領の夫、ベニグノ・アキノ3世前大統領の父親）を記念して、1987年8月にニノイ・アキノ国際空港に改称された。
利用客に対し、航空券の発券の際に550ペソの空港使用料を徴収している。2014年9月30日以前に発券された航空券の場合は、チェックイン後の出国審査所前に、搭乗客がペソ建て現金で支払う必要があった。
フィリピン国籍保持者の場合、出国時に旅行税1,620ペソを現金、クレジットカードまたはデビットカードにて、出国審査場そばのブースで支払う必要がある。

## 旅客ターミナル

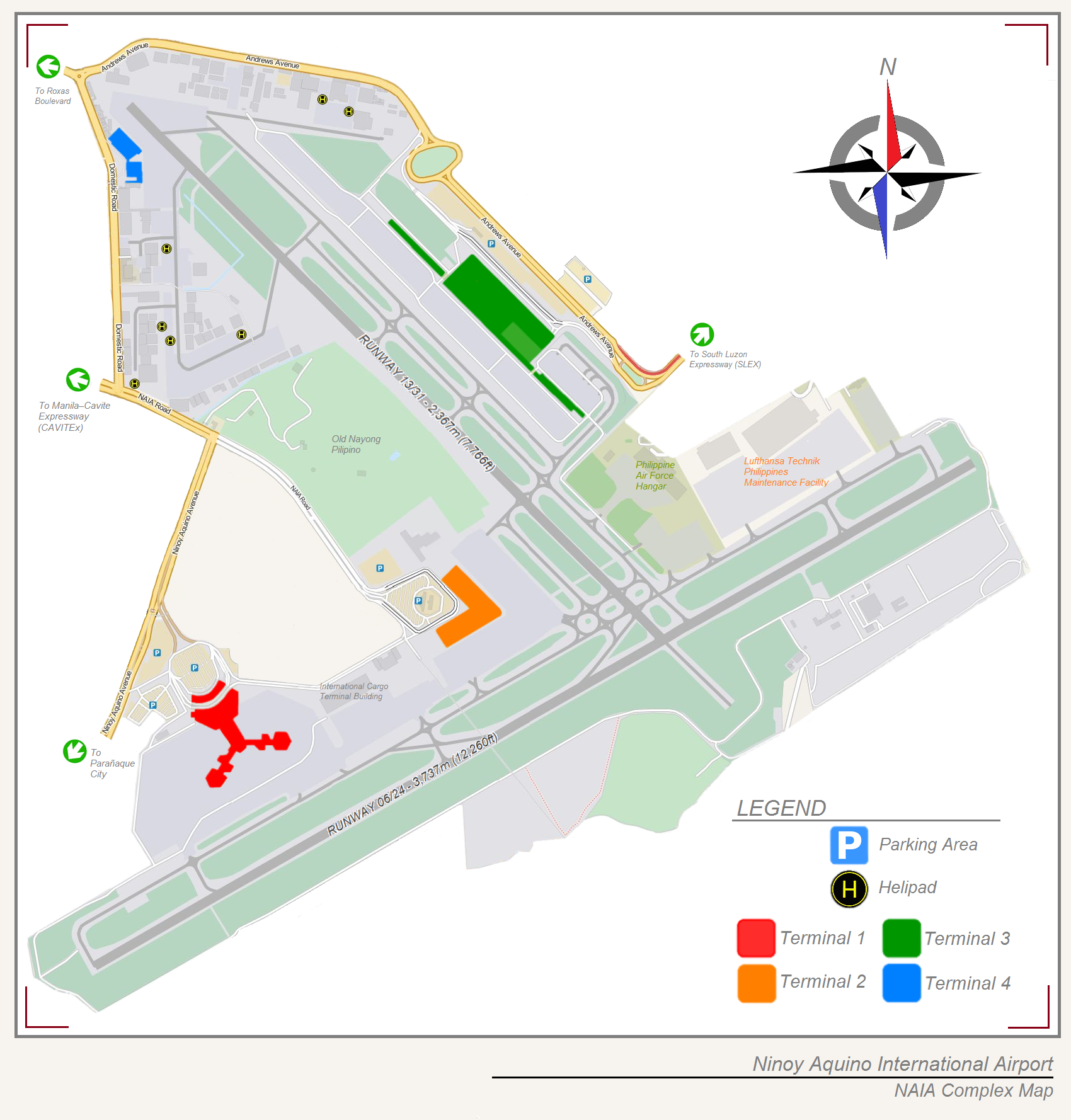
ニノイ・アキノ国際空港の地図

ニノイ・アキノ国際空港には、4つの空港ターミナルビルがある。ターミナルビル間は連接性が全く考慮されておらず、それぞれが離れており、各ターミナル間の移動の際は一度空港敷地外の一般道路に出なくてはならず、スムーズに移動・乗り継ぎ出来ないため、利用する航空会社やコードシェア便のターミナルビルを間違えない様に注意する必要がある。なお、航空連合ごとにターミナルは分かれていない。
2023年4月より、各ターミナルを利用する航空会社の再配置が行われている。2023年6月16日、フィリピン航空の国際線全便がターミナル1に移転、ターミナル2は国内線専用ターミナルとなった。2024年9月14日に空港管理を移管されたNNIC（New NAIA Infrastructure Corporation）は、ターミナル配置を再び変更する旨を告知したが、その実施時期は未定である。
第1ターミナル
国際線専用（フィリピン航空、日本航空、大韓航空、ほか）

1982年に開業。老朽化が著しく、施工とメンテナンス管理の悪さが際立って目立つターミナル施設であった。2015年に、供給開始以来の大規模な改装リニューアル工事が終了した。
第2ターミナル
国内線専用（フィリピン航空、PAL エクスプレス、フィリピン・エアアジア、ほか）

1999年に開業。センテニアル・ターミナル（Centennial Terminal）とも呼ばれた。フィリピン空港専用の国際線・国内線ターミナルとして利用されてきたが、2023年7月より国内線専用ターミナルとなった。
第3ターミナル
国際線（セブ・パシフィック航空、フィリピン・エアアジア、全日本空輸、ジェットスター・ジャパン、ほか）
国内線（セブ・パシフィック航空、ほか）
最も新しい旅客ターミナルビルである（2008年部分開業）。第1・第2ターミナルと滑走路を隔てた正反対の位置に存在するため、徒歩移動は無理である。このターミナルビルは日本の竹中工務店が受注して施工を行い、2002年には進捗率98%まで完成していたが、供用開始前に天井崩落事故という欠陥工事が発覚し、施工主と空港公団、設計コンサルタント、フィリピン共和国政府などが工事再開を交渉が進められたが決裂した。
建設前には、ジョセフ・エストラーダ元大統領により行われた契約が不法に変更されたと、当時フィリピン共和国大統領だったグロリア・アロヨの告発によって竣工直前の空港ターミナルビルの強制接収と裁判が行われた。建築契約無効との支持を取り付けた後、アロヨ政権によって完成に至ったが、当初の計画から6年ほど経過してからの部分供用開始となった。国際線を含めた全面供用開始は、当初の予定から12年後のベニグノ・アキノ3世政権下の2014年8月であった。
第4ターミナル
国内線専用（Cebgo、en:AirSWIFT、ほか）

1948年開業。国内線ターミナル(Manila Domestic Passenger Terminal) と呼ばれていた。平屋建てで収容人数は少なく、混雑時にはチェックイン開始時刻まで屋外で待つことになる。

## 就航航空会社
| 航空会社                                                 | 就航地 | ターミナル |
| -------------------------------------------------------- | --- | ---------- |
| フィリピン航空 （国際線）                                | 東アジア 東京/羽田、東京/成田、大阪/関西、名古屋/中部、札幌/新千歳(2025年11月24日より運航再開予定)、福岡、ソウル/仁川、釜山、北京/首都、上海/浦東、厦門、泉州、広州、香港、マカオ、台北/桃園 東南アジア ハノイ、ホーチミン、プノンペン、バンコク/スワンナプーム、クアラルンプール、シンガポール、ジャカルタ、バリ島 中東 ドーハ、ドバイ、リャド、ダンマーム 北米 ホノルル、ロサンゼルス、サンフランシスコ、ニューヨーク、バンクーバー、トロント オセアニア グアム、ポートモレスビー、シドニー、メルボルン、ブリスベン、パース | T1         |
| フィリピン航空 (一部はPAL エクスプレスの運航) （国内線） | セブ、イロイロ、ダバオ、ジェネラル・サントス、コタバト、レガスピ、カガヤン・デ・オロ、パングラオ、プエルト・プリンセサ、ラオアグ、バコロド、イロイロ、ブトゥアン、レガスピ、オザミス、ロハス、ディポログ、ブスアンガ、カタルマン、バスコ、トゥゲガラオ | T2         |
| セブ・パシフィック航空 （国際線）                        | 東アジア 東京/成田、大阪/関西、名古屋/中部、福岡、札幌/新千歳、ソウル/仁川、上海/浦東、厦門、広州、香港、マカオ、台北/桃園 東南アジア ハノイ、ホーチミン、バンコク、クアラルンプール、コタキナバル、ブルネイ、シンガポール、ジャカルタ、デンパサール 中東 ドバイ オセアニア シドニー、メルボルン | T3         |
| セブ・パシフィック航空 （国内線）                        | タクロバン、セブ、バコロド、プエルト・プリンセサ、イロイロ、ダバオ、ドゥマゲテ、カガヤン・デ・オロ、パングラオ、ジェネラル・サントス、レガスピ、パガディアン、サンボアンガ、トゥゲガラオ、サンホセ、カティクラン、ビラク | T3         |
| Cebgo                                                    | セブ、ブスアンガ | T4         |
| フィリピン・エアアジア （国際線）                        | 東京/成田、大阪/関西、ソウル/仁川、広州、深圳、香港、マカオ、台北/桃園、高雄、バンコク/ドンムアン、コタキナバル | T3         |
| フィリピン・エアアジア （国内線）                        | タクロバン、セブ、イロイロ、カリボ、バコロド、カガヤン・デ・オロ | T2         |
| ロイヤルエア・フィリピン                                 | カティクラン | T2         |
| ロイヤルエア・フィリピン                                 | ダナン | T1         |
| エアスウィフト                                           | エルニド | T4         |
| エアアジア                                               | クアラルンプール | T3         |
| マレーシア航空                                           | クアラルンプール | T1         |
| ロイヤル・ブルネイ航空                                   | ブルネイ | T1         |
| シンガポール航空                                         | シンガポール | T3         |
| スクート                                                 | シンガポール | T3         |
| ジェットスター・アジア                                   | シンガポール、 大阪/関西 | T3         |
| タイ国際航空                                             | バンコク/スワンナプーム | T3         |
| 中国国際航空                                             | 北京/首都、成都/天府 | T1         |
| 中国東方航空                                             | 上海/浦東 | T1         |
| 中国南方航空                                             | 広州 | T3         |
| 深圳航空                                                 | 深圳 | T1         |
| 厦門航空                                                 | 厦門、泉州 | T1         |
| キャセイ・パシフィック航空                               | 香港 | T3         |
| 香港エクスプレス航空                                     | 香港 | T3         |
| グレーターベイ航空                                       | 香港 | T3         |
| チャイナ・エアライン                                     | 台北/桃園、高雄 | T1         |
| エバー航空                                               | 台北/桃園 | T1         |
| 大韓航空                                                 | ソウル/仁川 | T1         |
| アシアナ航空                                             | ソウル/仁川 | T1         |
| チェジュ航空                                             | ソウル/仁川 | T3         |
| 日本航空                                                 | 東京/羽田、東京/成田 | T1         |
| 全日本空輸                                               | 東京/羽田、東京/成田 | T3         |
| ZIPAIR                                                   | 東京/成田 | T1         |
| ジェットスター・ジャパン                                 | 東京/成田 | T3         |
| エア・インディア                                         | デリー(2025年10月1日より運航開始予定) | T3         |
| エミレーツ航空                                           | ドバイ | T3         |
| エティハド航空                                           | アブダビ | T3         |
| ガルフ・エア                                             | バーレーン | T3         |
| クウェート航空                                           | クウェート | T1         |
| オマーン・エア                                           | マスカット | T1         |
| カタール航空                                             | ドーハ | T3         |
| サウディア                                               | リヤド、ジッダ | T1         |
| ターキッシュエアラインズ                                 | イスタンブール | T3         |
| エチオピア航空                                           | アディスアベバ、香港 | T3         |
| ニューギニア航空                                         | ポートモレスビー | T1         |
| カンタス航空                                             | シドニー | T3         |
| ジェットスター航空                                       | パース(2025年11月27日より運航開始予定) | T3         |
| KLMオランダ航空                                          | アムステルダム、台北/桃園 | T3         |
| ユナイテッド航空                                         | サンフランシスコ、グアム、コロール | T3         |

2025年7月現在
就航計画
運休・廃止路線
| 航空会社                 | 就航地      |
| ------------------------ | ----------- |
| スターラックス航空       | 台北/桃園   |
| ジェットスター・ジャパン | 名古屋/中部 |

## 市内へのアクセス
マカティやボニファシオ・グローバルシティなどの都心から約5kmと好立地であるのにもかかわらず、ロハス通り・エドゥサ通りの慢性的な道路交通渋滞があり、移動時間が読めないことから、空港と市街地の利便性はアジア最低クラスである。
タクシー
- クーポンタクシー

行き先別定額運賃で、空港内のカウンターで申し込む。一般タクシーの数倍高い。
- エアポートタクシー（イエロータクシー）

車両全体に黄色い塗装を施したタクシー。初乗り60ペソで、距離に応じて加算される。到着階で乗り場周辺にあるカウンターで行き先を告げ、車体ナンバー、ドライバー名、行き先の書かれたレシートを受け取る。
- 一般タクシー

初乗り30ペソで、距離に応じて加算される。到着階には乗り入れていないため、出発階または空港敷地外より利用できるが、ぼったくりや強盗に遭う可能性もある。
バス
- プレミアム・エアポートバス[18][19] 24時間運行 300ペソ
  - 空港ターミナル〜ロハス通り（英語版） （ミダス・ホテル、ホテル・ジェン、マニラ・ホテル（英語版）、SMモール・オブ・アジア）
  - 空港ターミナル〜マカティ （グロリエッタ4,5、アスコット・ホテル）

- プレミアムP2Pバス 350ペソ
  - 第3ターミナル - SMシティ・クラーク - クラーク国際空港

- 路線バス： 第1ターミナル、第2ターミナルにのみ乗り入れている。
  - 第2ターミナル - 第1ターミナル - バクララン教会 - ヘリテージホテル - LRT1号線エドゥサ駅/MRT3号線タフト・アベニュー駅 - トラモ - MRT-3線アヤラ駅 - SMメガモール - オルティガス - MRT2号線/MRT3号線クバオ駅 - コモンウェルス - フェアビュー。初乗り12ペソ。
  - 第2ターミナル - 第1ターミナル - バクララン教会 - ヘリテージホテル - LRT1号線エドゥサ駅/MRT3号線タフト・アベニュー駅 - トラモ - MRT-3線アヤラ駅 - SMメガモール - オルティガス - MRT2号線/MRT3号線クバオ駅 - トライノーマモール（MRT3号線・ノースアベニュー駅） - SMノースモール - LRT1号線ルーズベルト駅 - LRT1号線バリンタワク駅 - LRT1号線モニュメント駅。初乗り12ペソ。
- シャトルバス
  - ルート1（ターミナル間移動バス）： 第2ターミナル - 第1ターミナル - 第4ターミナル - 第3ターミナル。航空券所持者は無料だが、それ以外は20ペソ定額運賃。
  - ルート2： 第3ターミナル - バクララン教会 - ヘリテージホテル - LRT1号線エドゥサ駅/MRT-3線タフト・アベニュー駅 - トラモ。20ペソ定額運賃。

その他
- ジープニー： 空港敷地内に直接乗り入れていないが、各ターミナル前から以下路線のジプニーを利用することができる。初乗り8ペソ。
  - 第2ターミナル - 第1ターミナル - 第4ターミナル - バクララン - LRT-1線エドゥサ駅/MRT-3線タフト・アベニュー駅
  - フィリピン国鉄ニコルズ駅 - ニューポート・シティ（リゾート・ワールド・マニラ） - 第3ターミナル - フィリピン国鉄ニコルズ駅
  - ニューポート・シティ（リゾート・ワールド・マニラ） - バクララン - LRT-1線エドゥサ駅/MRT-3線タフト・アベニュー駅
- ホテル送迎
  - 空港周辺の治安や悪質ドライバーを考慮して身辺の安全を優先する場合、宿泊予定のホテルへ専用車で移動できる。ホテルごとに待機所を兼ねた事務所を構えている場合がある。

ターミナル間の移動が必要な乗り継ぎの場合は、上記シャトルバス（ルート1）、またはエアポートタクシーの利用となる。第1ターミナルと第2ターミナルは徒歩での行き来が可能だが、第3ターミナルと第4ターミナルはそれぞれ離れた場所にあり、一旦空港の敷地外に出て、一般道経由でエアポートタクシーによる移動が必要（渋滞していない場合、所要時間は約10分ほど）。

## 空港の評価
- CNNの観光ガイド「CNNGo」の「世界で最もムカつく空港ワースト10」において、第5位にランクインという不名誉な賞を与えられた[8]。
- 2011年から2013年まで、Sleeping in Airportsの国際空港に関する利用者投票で「世界最悪空港ワースト1位」を3年連続で獲得している。ハード面に関しては、1981年の竣工後30年以上経過した第1空港ターミナルビルが槍玉に挙げられ、施工と保守管理の悪さ（動かないエスカレーターやエレベーター）もあって陳腐化が激しく、椅子の少なさ、建物の雨漏り、臭気が漂い水が流れない公衆便所などが悪評価の対象となった。また、ソフト面に関しては、入国審査係員の賄賂要求対応、ポーターやタクシー運転手の法外なぼったくり、強盗などが指摘されており、官民揃って空港の評判を落としている[20]。
  - これを受けて、フィリピン政府が13億ペソをかけて第1空港ターミナルビルの改修工事を実施し、2015年版ではワースト10から外れたものの、ターミナル間のアクセス性は未だに悪く、ターミナルビルの受け入れ可能人数の超過による離着陸便の遅延の常態化、レーダーなどの航空管制施設の老朽化により、ハード・ソフト両面を総合勘案して「東南アジア最悪の国際空港」と酷評されている[21]。
- 2015年、乗客の手荷物に空港職員が銃弾をわざと仕込み、これと結託した保安検査員が「荷物から銃弾が見つかった」と言いがかりをつけ、利用客から現金を詐取する恐喝が横行している事が、Facebookユーザーの投稿により発覚した[22]。同年10月1日に空港職員25人が停職処分を受けている[23]。
  - 2015年版の Sleeping in Airports による「世界最悪空港ワースト10」にランクインしなかったものの[24]、ニノイ・アキノ国際空港を利用する際は、係員による恐喝事件を防ぐために、「ボディーチェックをする係員と手荷物を検査する係員は犯行時に組んでいる可能性があるため、手荷物からは決して目を離さずに、怪しい動きをする係員を牽制させるよう自衛する必要である」と注意喚起している。と同時に[25]、停職処分後も相変わらず空港職員による利用客に対する恐喝が続いていることから、ニノイ・アキノ国際空港が再び「世界一最悪な空港」の称号を受けるのは確実であると評論している[26]。
- 空港周辺の道路の交通渋滞が慢性化しており、到着までの時間が全く見通せない状況である。搭乗手続き前までに充分な時間余裕を見積もらないと、搭乗便を乗り過ごすことになるため、利用時に注意が必要である[17]。

## 事故・事件
- 1990年5月18日、ニノイ・アキノ国際空港を離陸したアエロリフト・フィリピン075便が離陸直後に墜落した。乗員乗客21人と地上の4人が死亡した[27][28]。
- 2020年3月29日現地時間夜8時頃、東京国際空港へ向かおうとしていたIAI 1124A ウェストウィンド Ⅱ（機体番号：RP-C5880）が、当空港の滑走路06から離陸時に炎上した。乗員乗客8人が搭乗していたが、全員死亡した[29]。
- 2023年1月1日早朝、停電により航空管制システムにトラブルが発生。300便近くのフライトが影響を受け、数万人の旅行者が同空港で足止めされた[30]。

## 今後の予定
2014年、同空港では利用客の急増に伴い、3本目の滑走路建設を予定していた。総事業費は約24億ペソ（約5,500万ドル）。06/24滑走路の南側に隣接するクロースパラレルで、長さは2,100m。エアバスA320機の着陸が可能になる。これにより、離着陸可能回数が現状の1時間当たり40回から1時間あたり60 - 70回に引き上げられる予定であった。これらの計画は、すべて白紙化された。
新空港を建設する計画が複数あった。2019年9月、サンミゲルにより、ブラカン州の海上を埋め立てて新空港を建設することが決定した。